# Luca Ranieri
Luca Ranieri (ur. 23 kwietnia 1999 w La Spezii) – włoski piłkarz występujący na pozycji obrońcy we włoskim klubie Salernitana oraz w reprezentacji Włoch do lat 21. W trakcie swojej kariery grał także w takich zespołach, jak Fiorentina, Foggia, Ascoli oraz SPAL.